# 林思聰
林思聰（1926年10月19日—2017年8月27日），字效民，福建福清人，中華民國陸軍中將、臺灣省政府交通處處長。

## 生平
林思聰為1926年生，陸軍官校廿一期，黨籍屬於中國國民黨田單黨部。

### 軍旅生涯
先後參預九三砲戰、八二三戰役，堅守北碇陣地要點。
```
1948年7月7日  四川成都，陸軍軍官學校(中央軍校)二十一期戰車科畢業
1948年9月1日  陸軍第一訓練處少尉聯絡官
1949年5月1日  陸軍戰車隊第二團輜重連少尉區隊附
1949年11月1日 陸軍第363師汽車排中尉排長
1949年12月21日 陸軍第363師1087團二營四連中尉副連長
1952年6月16日 陸軍第363師1087團一營一連上尉連長
1954年9月3日  參預九三砲戰，堅守北碇陣地
1956年6月1日  陸軍第69師第三科少校作戰官
1957年9月12日 陸軍第69師207團三營少校副營長
1958年8月23日 參預八二三砲戰
1959年6月12日 陸軍第69師205團少校作戰官
1962年8月12日 陸軍總部受訓學員入陸軍指揮參謀大學受訓
1963年7月1日  陸軍總部人事署中校參謀
1964年6月1日  陸軍預備訓練司令部第一訓練中心第三營中校營長
1966年3月1日  陸軍訓練作戰發展司令部訓練處戰鬥兵科中校科長
1967年1月1日  陸軍訓練司令部步兵訓練科上校科長
1970年8月16日 陸軍第302師第四旅上校旅長 ( 旅長期間受總統 
蔣中正
召見 )
1972年4月16日 陸軍第302師師部上校參謀長
1973年9月1日  陸軍第二士官學校上校副校長兼教育長
1974年7月1日  陸軍軍官預備學校上校副校長
1974年12月6日 陸軍第309師上校副師長
1976年11月1日 陸軍步兵第193師上校副師長
1978年1月1日  晉陞陸軍少將
1978年4月11日 陸軍步兵第269師少將師長 (第二任師長)
1980年7月1日  陸軍後勤司令部少將參謀長
1981年11月1日 陸軍後勤司令部少將副司令
1983年1月1日  晉陞陸軍中將
1983年1月1日  陸軍後勤司令部中將副司令
1984年6月8日  台灣省政府交通處處長
1985年12月1日 奉令退伍為備役中將
```

### 交通處長
1984年6月省府改組。林思聰由時任省主席的邱創煥所圈選，以擔任省府交通處處長。同年6月7日，行政院通過各部會政務次長及台灣省政府委員任命案，核派林思聰為交通處處長。
林思聰為五位來自軍中的交通首長，前四位分別是任過陸軍供應部司令的陳聲簧、運輸司令的陳來甲、聯勤副總司令的常撫生和陸軍師長的魏巍。在戒嚴時期，因鐵、公路運輸、港灣管理，涉及軍事、國防、治安等，所以交通單位會任用軍職人員擔任。
當時林思聰初接時，受到台汽、台鐵員工排斥為「軍人處長」、「空降部隊」。該年7月《勞動基準法》公布施行，傳統勞工轉向積極爭取權益。對於時任省議員的蘇貞昌質疑交通處官員多為軍人擔任，而非專才，林思聰也認為解嚴之後這種任用方式應該慢慢改過來。交通處一位高級官員透露，林思聰有好長一段時間，每天下班後由他隨侍在側「伴讀」，也正因如此，不久就對整體交通建設瞭若指掌。
林思聰自認所處的系統雖不一樣，但主持的工作卻是可相連相通的交通事業，在走訪省屬各交通事業單位後，發現交通事業確實存有不少毛病，其中又以鐵路局的病情較重。然而數年後，直到終於爆發台灣百年來的頭一回罷駛事件--台灣鐵路管理局司機員罷工事件。林思聰連夜勘查，並率續分區和所有鐵路、台汽、港灣等基層員工面對面座談，直接聽取員工心聲。
林思聰器重於成功大學交管系科班畢業、先後擔任交通處第一科科長的李宏生及范植谷。在林思聰任內，面臨了包括台鐵、台汽罷駛，統聯客運公司經營高速公路，及台汽與台東縣鼎東客運三七分帳問題等，一一解決。像是省議會倡議設置客運中途站，主要著眼於轉運服務，但後來卻反客為生，飲食業商人利益與炒地皮的民意代表左右了台汽的決策，到最後連監察院都介入，林思聰用想到一個簡單的解決辦法－－放棄中途站。基隆港在他任內的支持下，完成諸多重大建設。
1990年8月7日，林思聰倦勤，向省府主席連戰提出口頭辭職。同年8月25日發生日月潭興業號遊艇沉沒事故，林思聰被記過一次，隨即申請提前退休。在他提出自動請辭案獲省府核准後，台汽產業工會第二運輸處員工還多次向省主席連戰遞陳情書，要求慰留，甚至曾計畫不惜以罷駛抗議。經過林思聰日來密集溝通，台汽終於改變主意放棄休假，改用送行方式在11月1日到交通處歡送。同月11月3日前往基隆港務局辭行，使與會的航運界人士辭行。
林思聰成為省交通處「末代將軍處長」，下一任處長嚴啟昌則是交通處首任文職處長。

### 退休
退休後，林思聰任職於國家發展策進會秘書長。
2017年8月27日凌晨03:45因敗血性休克病逝於台北榮民總醫院，享壽九十二歲。2017年10月5日國防部陸軍樂隊及儀隊，以軍禮覆中華民國國旗及中國國民黨黨旗公祭。
2017年11月29日總統蔡英文核定頒發褒揚令，以示政府篤念忠藎之至意 。

## 軼事
1966年，時任成功嶺第三營營長營長林思聰贈送五百元給上尉輔導長聞協庭，幫助他與妻子劉金美順利搬家，當時聞協庭每月薪餉才四百元。後來2007年4月9日《自由時報》記者找到林思聰，說明遺孀劉金美想表達感謝。林思聰低調表示事情過這麼久，已經記不得了，人過得好就好，不必跟道謝、不用在意。
1988年3月9日，時任交通處長的林思聰，為獎賞澎湖縣公共車船管理處處長沈乃壽經營澎湖公共車船業務良好，贈送後者一台二千四百西西裕隆黑色轎車的座車。